# Spoorlijn Amstetten - Gerstetten
De spoorlijn Amstetten - Gerstetten is een Duitse spoorlijn als spoorlijn 9470 onder beheer van DB Netze.

## Geschiedenis
Het traject werd door de Württembergischen Eisenbahn-Gesellschaft (WEG) op 1 juni 1906 geopend. Sinds 1997 wordt dit traject door de Ulmer Eisenbahnfreunden (UEF) als museumspoorlijn gebruikt.

## Treindiensten

### WEG
De Württembergischen Eisenbahn-Gesellschaft (WEG) verzorgde tot 1996 het personenvervoer op het traject met RB-treinen.

## Aansluitingen
In de volgende plaatsen is of was er een aansluiting van de volgende spoorlijnen:

### Amstetten
- Filstalbahn, spoorlijn tussen Stuttgart en Ulm
- Albbähnle, spoorlijn tussen Amstetten en Laichingen op de Schwäbischen Alb